# Loudoun Castle

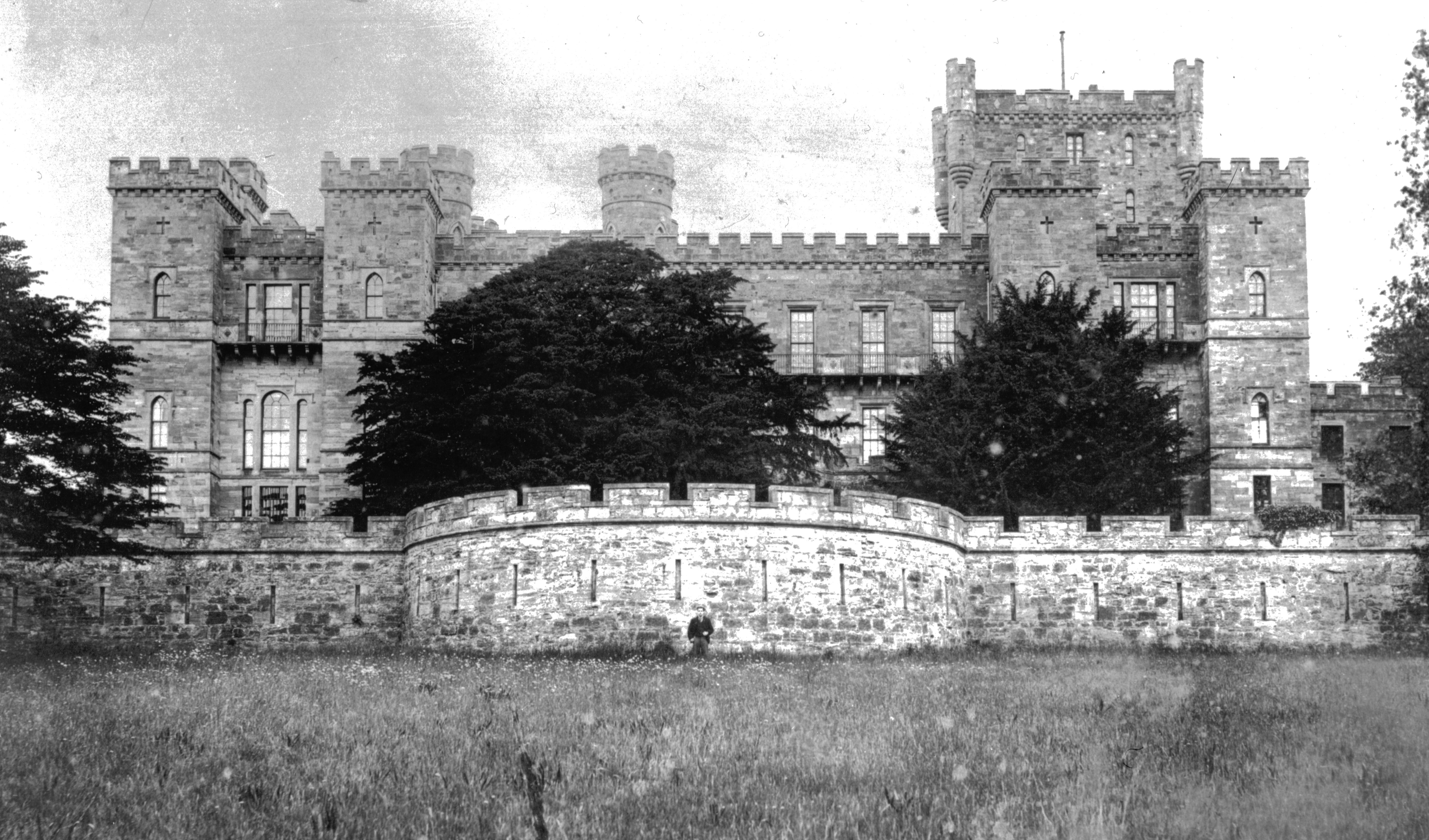
Loudoun Castle um 1890

Loudoun Castle ist eine Schlossruine nahe Galston in der schottischen Council Area East Ayrshire.
Der älteste Teil der Schlossanlage sind die vier erhaltenen Stockwerke eines im 15. oder 16. Jahrhundert erbauten Wehr- und Wohnturmes. Von einem weiteren Schlossbau aus dem 17. Jahrhundert, der den Earls of Loudoun als Stammsitz diente, ist nur noch ein kurzes Mauerstück erhalten. Das heute sichtbare Schloss wurde 1804–1811 im Auftrag von Flora Mure-Campbell, Marchioness of Hastings nach Plänen des Architekten Archibald Elliot erbaut.
Am 1. Dezember 1941 wurde das Schloss von einem Feuer verwüstet und stellt seither eine Ruine dar. Es befindet sich noch immer in Familienbesitz und ist der Öffentlichkeit schon aus Sicherheitsgründen nicht zugänglich. Seit 1997 wird es im schottischen Denkmalschutzregister in der Kategorie A, also der höchsten Schutzkategorie, aufgeführt.